# Вісмар
Ві́смар (нім. Wismar) — місто в Німеччині, місто земельного підпорядкування, Ганзейське місто, розташоване в землі Мекленбург-Передня Померанія. Районний центр району Північно-Західний Мекленбург.
Населення становить 42 824 ос. (станом на 31 грудня 2020). Займає площу 41,36 км².

## Історія
Точна дата виникнення поселення під назвою Вісмар і коріння цієї назви невідомі, хоча звучання цього слова співзвучно слов'янським мовам. Відомо, що в 1293 у місто Вісмар спільно з Любеком і Ростоком організували торговий Ганзейский союз. З 1257 по 1358 місто служив резиденцією князів Мекленбургу. У місті 70 раз проводилися загальні збори, на яких вирішувалися питання союзу. Однак після відкриття Америки торгові шляхи змістилися на Захід, і Ганза припинила своє існування. З цього часу місто втрачає своє значення. Економічний занепад довершила тридцятирічна війна. Згідно з Вестфальським миром 1648, Вісмар відійшов під владу Швеції, яка розглядала місто як свою «найбільшу фортецю в Європі».
В 1803 у Швеція орендувала місто і острів Пель у герцогів Мекленбург-Шверин строком на 100 років. Але шведи не змогли розплатитися вчасно, і місто та навколишня територія знову увійшли до складу Мекленбурга.
Місто, у якому знаходилися заводи авіаційної фірми «Дорньє», сильно постраждав від бомбардувань союзників у Другу світову війну. Проте центр міста увійшов в 2002 році в список ЮНЕСКО як світова культурна спадщина.
У роки НДР місто розглядалося як друга за значимістю морська гавань держави, що спеціалізувалася на відвантаження калійних добрив.

## Пам'ятки

### Ринкова площа
На фото видно цегляний «Старий швед», побудований в 1380 р. Свою назву «Старий швед» отримав лише в 1878 , коли в ньому було відкрито готель.
Це найбільша на Землі ринкова площа розміром 100 × 100 м. На ній в 1602 році по кресленнях Філіпа Брандіна встановлений 12-гранний павільйон, виконаний у стилі голландського Ренесансу. Павільйон, званий Wasserkunst, до 1897 року служив в ролі роздаткового пункту, з якого забезпечувалися водою 220 житлових і 16 громадських будівель. Цей павільйон, поряд з церквою Святої Марії, віднесений до найважливіших визначних пам'яток міста.

### Церква Св. Марії

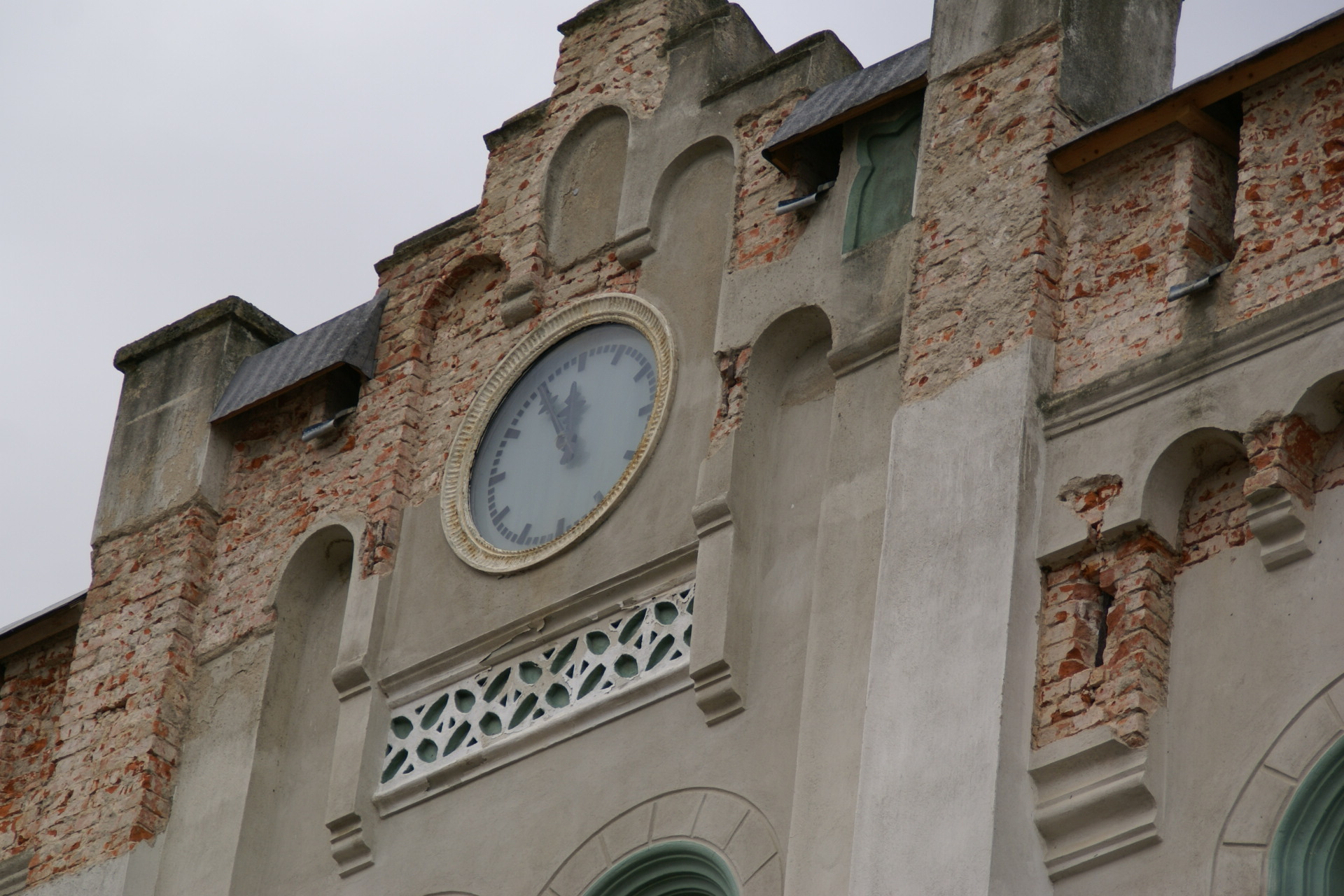
2012.02.25.115453 Uhr Hauptwache Wismar

До війни належала до числа найбільших північнонімецьких церков, виконаних у стилі цегляної готики. Її архітектор, Йоганн Грот, взяв за зразок трехнефную базиліку церкви Марії в Любеку. У квітні 1945 під час бомбардування основну будівлю було сильно пошкоджено. Руїни були остаточно підірвані в 1960 році. Від церкви залишилася лише висока башта (81 м), на якій висять 9 дзвонів XVI—XVII століть. 

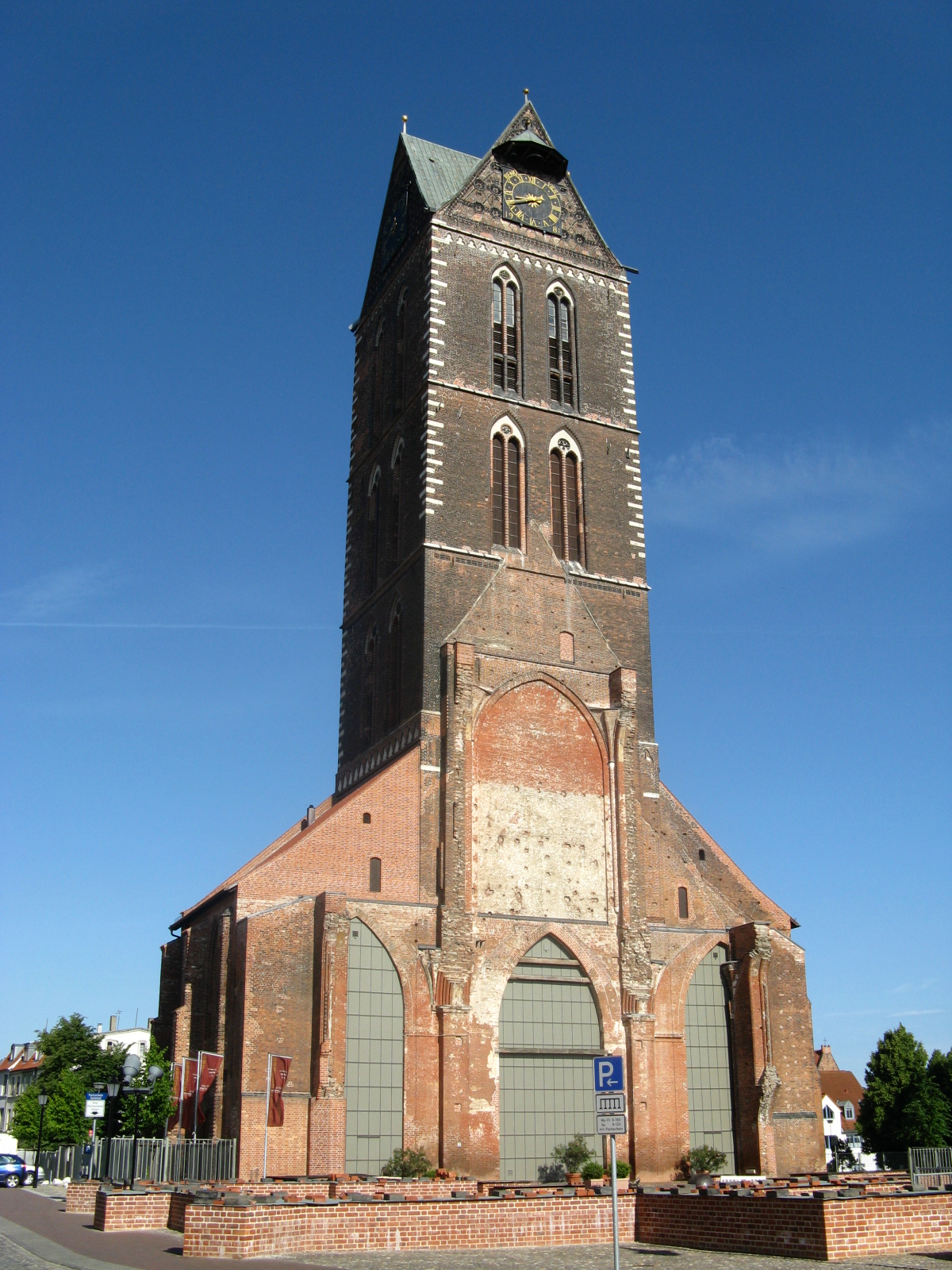
Церква Св. Марії

Тут же в 1647 році встановлено годинник з циферблатом 5 × 5 м, який чотири рази за день виконуэ один з 20 хоралів.

### Церква Св. Миколи
Побудована за зразком церкви Марії як трехнефна базиліка. Середній неф має висоту 37 м, що робить його четвертою по висоті церквою Німеччині (після Ульма, Кельну і Любеку).

## Фотографії

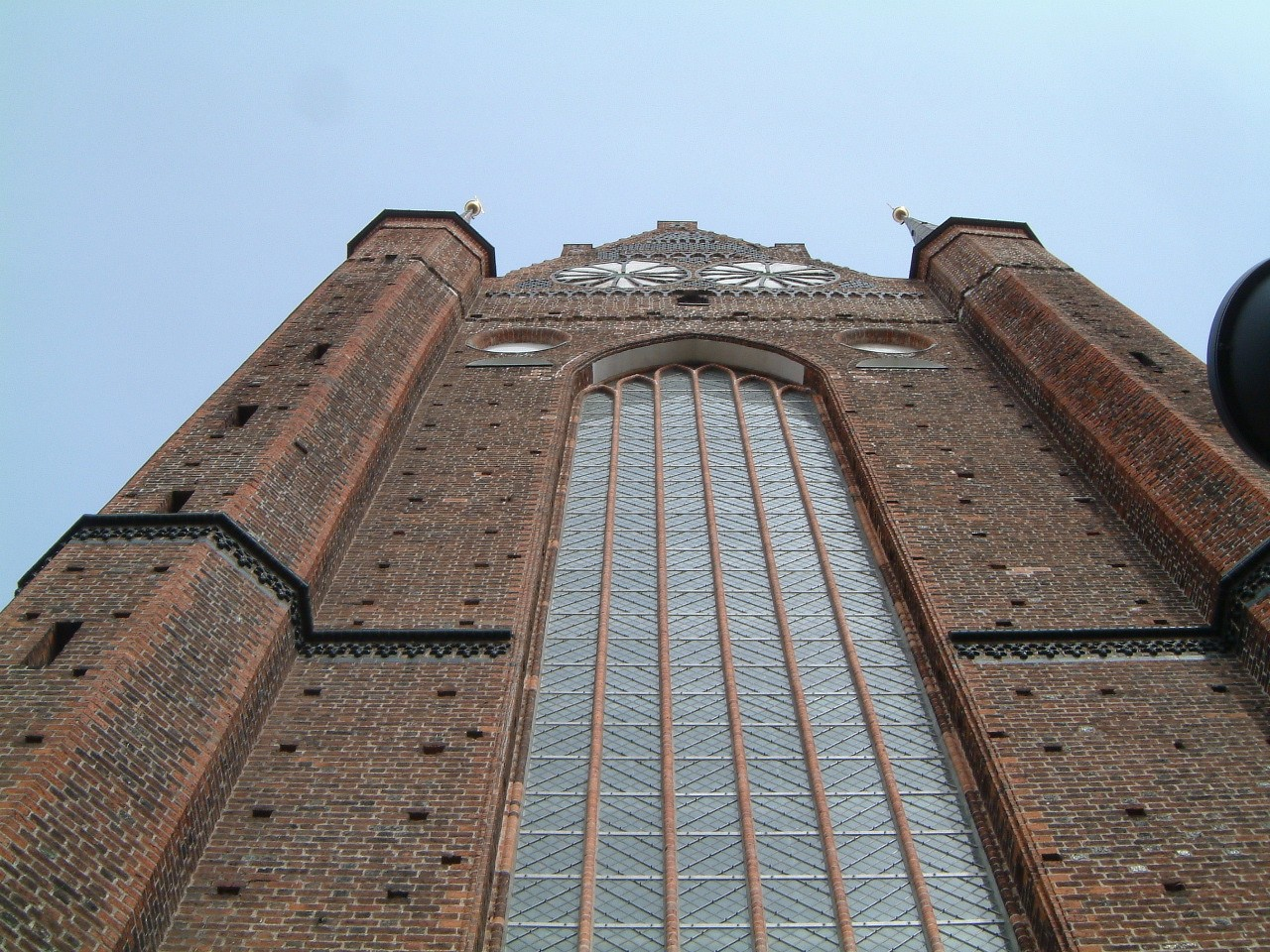
Церква
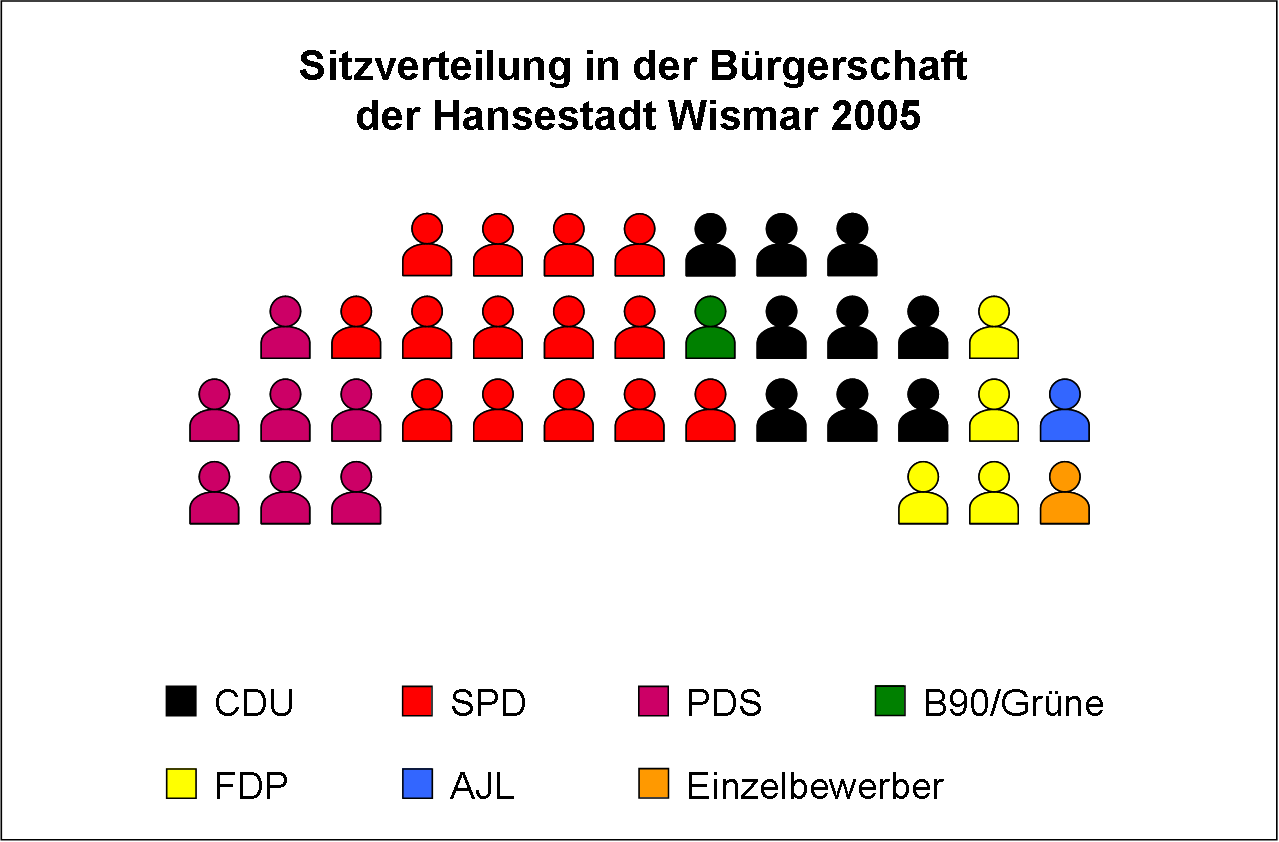
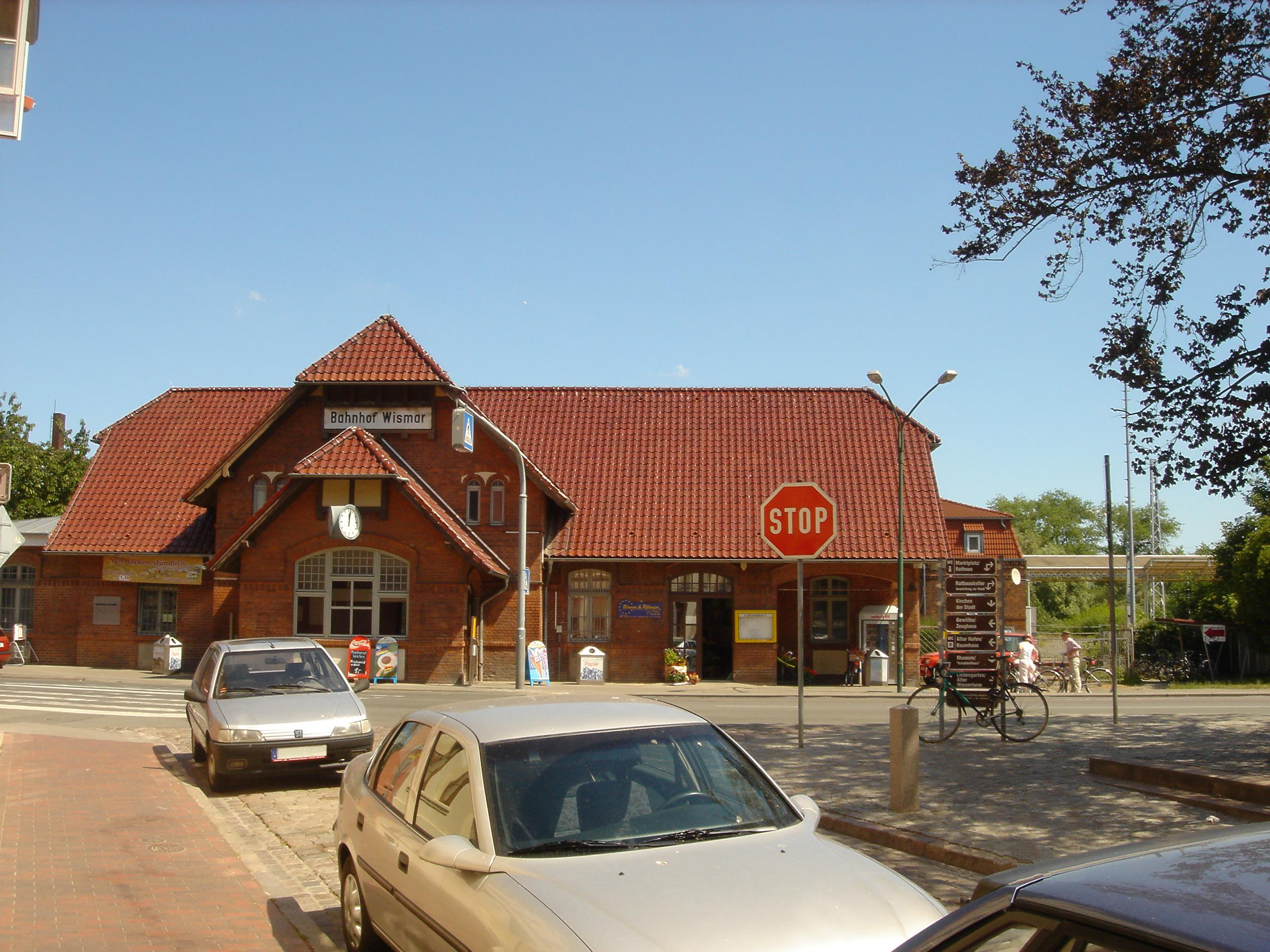
Вокзал